# Marzena Głaszcz
Marzena Jarzyna, coniugata Głaszcz (Zgierz, 4 marzo 1970), è un'ex cestista e allenatrice di pallacanestro polacca.

## Carriera
Con la Polonia ha disputato i Campionati europei del 1993 e i Campionati mondiali del 1994.